# Qutdlikorssuit
Qutdlikorssuit är en ö i Grönland (Kungariket Danmark).   Den ligger i kommunen Qaasuitsup, i den västra delen av Grönland. Arean är 184 kvadratkilometer.
Terrängen på Qutdlikorssuit är kuperad. Öns högsta punkt är 820 meter över havet. Den sträcker sig 16,2 kilometer i nord-sydlig riktning, och 25,4 kilometer i öst-västlig riktning.